# Mónica García Pérez
Mónica García Pérez (Agolada, 1966), és una actriu gallega amb àmplia experiència teatral i televisiva. Destaquen especialment els seus papers a les sèries de la TVG Pratos combinados i Valderrei, en la qual va interpretar el paper protagonista.

## Filmografia

### Televisió
- Pratos combinados (1999-2006). Com Mónica Regueiro.
- Pillados (2006)
- Valderrei (2007) Com Isa.
- Serramoura (2015) Com Inés Carro.

### Cinema
- Continental (1990), de Xavier Villaverde.
- Contos de Alentraia: Tornabón (1994), de Jorge Coira i José Carlos Soler.
- Aínda máis difícil (1998), de Ángel de la Cruz.
- Sé quién eres (2000), de Patricia Ferreira.
- Alzheimer (2000), de Álex Sampayo.
- El lápiz del carpintero (2001), de Antón Reixa.
- Los lunes al sol (2002), de Fernando León de Aranoa.
- Bobo Furcia (2002), de Álex Sampayo i Xoel Fernández.
- Para que non me esquezas (2004), de Patricia Ferreira.
- Amelia e as sereas (2006), de Ghaleb Jaber.
- Galatasaray-Dépor (2006), de Hannes Stöhr.
- A biblioteca da iguana (2006), de Antón Dobao.
- Bechos raros (2006), de Estíbaliz Burgaleta i Alegría Collantes.
- La marinera (2007), de Antón Dobao.
- A esmorga (2014), de Ignacio Vilar.

### Teatre
- As actas escuras (2009).

## Premis i nominacions
Premis Mestre Mateo
| Any  | Categoria                | Títol             | Resultat |
| ---- | ------------------------ | ----------------- | -------- |
| 2002 | Millor actriu secundària | Pratos combinados | Nominada |